# Sertaneja
Sertaneja là một đô thị thuộc bang Paraná, Brasil. Đô thị này có diện tích 428 km², dân số năm 2007 là 5984 người, mật độ 14 người/km².